# Ашитковы
Ашитковы (в старину также писались Ошитковы) — старинный русский дворянский род.
Согласно древним летописным свидетельствам, дворянский род этой фамилии ведёт своё происхождение от участника Смоленского похода 1634 года, Фёдора Яковлевича Ашиткова, сын которого Никифор Фёдорович был в 1670 году вёрстан поместным окладом и стал, таким образом, родоначальником дворян Ашитковых.
Потомство Никифора Фёдоровича Ашиткова было записано Губернским дворянским депутатским собранием в VI часть дворянской родословной книги Костромской губернии Российской империи и утверждено Герольдией Правительствующего Сената в древнем дворянстве.

## Описание герба
Щит, разделённый надвое, имеет вершину малую голубого цвета с изображением в оной трёх серебряных шестиугольных звёзд, а нижнюю половину пространную, в которой в правом чёрном и в левом красном крестообразно положены серебряные сабля, ружьё и золотое копьё.
Щит увенчан дворянским шлемом с дворянскою на нём короною и тремя страусовыми перьями. Намёт на щите красный и голубой, подложенный серебром. Герб этого дворянского рода был записан в Часть VI Общего гербовника дворянских родов Всероссийской империи, страница 115.